# Aanspreekvorm
In het Nederlandse taalgebied zijn onderstaande aanspreekvormen gebruikelijk (met name in formelere, schriftelijke correspondentie), hoewel veel van deze vormen sinds de jaren vijftig minder worden gebruikt.
Hieronder de titulatuur en de aanspreekvormen die gebruikelijk zijn in Nederland en Vlaanderen:

## Koninklijk Huis (België)
- Koning der Belgen: (Zijne, Uwe) Majesteit. Briefaanhef en in gesprek: Sire
- Koningin der Belgen: (Hare, Uwe) Majesteit. Briefaanhef en in gesprek: Majesteit of Mevrouw
- Hertog/Hertogin van Brabant: (Zijne, Hare, Uwe) Koninklijke Hoogheid
- Aartshertog/Aartshertogin van Oostenrijk-Este: (Zijne, Hare, Uwe) Keizerlijke en Koninklijke Hoogheid
- Prins/Prinses van België: (Zijne, Hare, Uwe) Koninklijke Hoogheid

In België is er een duidelijk verschil tussen het predicaat en de aanspreekvorm. Hoewel alle prinsen en prinsessen het predicaat Koninklijke Hoogheid voeren met de titel van Koninklijke Prins of Aartshertog, worden ze protocollair aangesproken met “Monseigneur” of “Mevrouw”. Dynastieke titels worden wel gerespecteerd met bijhorend predicaat; officieel sprak men over "Hare Koninklijke Hoogheid, de Hertogin van Brabant", en niet over "prinses Elisabeth".

## Koninklijk Huis (Nederland)
- Koning/Koningin der Nederlanden: (Zijne, Hare, Uwe) Majesteit. Briefaanhef en in gesprek: Majesteit[1][noot 1]
- Prins/Prinses van Oranje: (Zijne, Hare, Uwe) Koninklijke Hoogheid
- Prins/Prinses der Nederlanden: (Zijne, Hare, Uwe) Koninklijke Hoogheid
- Prins/Prinses van Oranje-Nassau: (Zijne, Hare, Uwe) Hoogheid [noot 2]

## Adel
- Prins/Prinses (algemeen): (Zijne, Hare, Uwe) Hoogheid
- Prins/Prinses (Nederlands adellijke familie De Bourbon de Parme): (Zijne, Hare, Uwe) Koninklijke Hoogheid
- Prins/Prinses (sommige Belgische adel): (Zijne, Hare, Uwe) Doorluchtige Hoogheid
- Aartshertog/Aartshertogin (sommige adel in België): (Zijne, Hare, Uwe) Koninklijke en Keizerlijke Hoogheid
- Hertog/Hertogin: De hooggeboren heer/vrouwe[noot 3]
- Markgraaf/Markgravin: De hooggeboren heer/vrouwe
- Graaf/Gravin: De hooggeboren heer/vrouwe
- Burggraaf/Burggravin:De hooggeboren heer/vrouwe
- Baron/Barones: De hoogwelgeboren heer/vrouwe
- Ridder: De hoogwelgeboren heer[noot 4]
- Jonkheer/Jonkvrouw: De hoogwelgeboren heer/vrouwe[noot 5]

## Ambtenarij (Nederland)

### Militairen
Zie ook Lijst van militaire rangen van de Nederlandse krijgsmacht
- (Lt)-generaal, (Lt)-admiraal of viceadmiraal: (Zijne, Hare, Uwe) Excellentie [Rang]
- Brigadegeneraal, Commodore, Commandeur, Generaal-majoor of Schout-bij-nacht: De hoogedelgestrenge heer/vrouwe [Rang]
- Geestelijk verzorger: De hoogedelgestrenge heer/vrouwe [Rang]
- Hoofdofficier: De hoogedelgestrenge heer/vrouwe [Rang]
- Subalterne officier: De weledelgestrenge heer/vrouwe [Rang]
- Militair beneden rang officier, maar MWO-ridder: De weledelgestrenge heer/vrouwe [Rang], ridder MWO (achter de naam)
- Militair beneden rang officier: De heer/mevrouw [Rang]

De aanspreekvorm is zowel van toepassing zolang de militair in actieve dienst is maar ook na zijn/haar dienstverlating. Bij gebruik in combinatie met de militaire rang wordt deze aangevuld met "b.d." voor "buiten dienst" (voorbeeld: maj b.d.)

### Diplomaten en bestuurders
- Minister: (Zijne, Hare, Uwe) Excellentie - tegenwoordig (sinds 1970) wordt meestal “Meneer” of “Mevrouw” gezegd
- Minister van staat: (Zijne, Hare, Uwe) Excellentie
- Staatssecretaris: (Zijne, Hare, Uwe) Excellentie
- Grootofficier van het koninklijk huis: (Zijne, Hare, Uwe) Excellentie
- Gouverneur (Aruba, Curaçao of Sint Maarten): (Zijne, Hare, Uwe) Excellentie
- Ambassadeur: (Zijne, Hare, Uwe) Excellentie
- Oud-minister: De hoogedelgestrenge heer/vrouwe
- Lid van de Staten-Generaal (Eerste en Tweede Kamer): De hoogedelgestrenge heer/vrouwe
- Lid der Staten-Generaal (Verouderd): Edelmogende heer[2][noot 6]
- Lid van de Raad van State: De hoogedelgestrenge heer/vrouwe
- Lid van de Algemene Rekenkamer: De hoogedelgestrenge heer/vrouwe
- Lid van Gedeputeerde Staten: De hoogedelgestrenge heer/vrouwe
- Nationale ombudsman: De hoogedelgestrenge heer/vrouwe
- Directeur van het Kabinet van de Koning: De hoogedelgestrenge heer/vrouwe
- Lid van de Hofhouding van de Koning: De hoogedelgestrenge heer/vrouwe
- Commissaris van de Koning: De hoogedelgestrenge heer/vrouwe
- Voorzitter van de Hoge Raad van Adel: De hoogedelgestrenge heer/vrouwe
- Kanselier der Nederlandse Orden: De hoogedelgestrenge heer/vrouwe
- Zaakgelastigde: De hoogedelgestrenge heer/vrouwe
- Gevolmachtigd minister: De hoogedelgestrenge heer/vrouwe
- Consul-Generaal: De hoogedelgestrenge heer/vrouwe
- Ambassadesecretaris: De hoogedelgestrenge heer/vrouwe
- Gezant: De hoogedelgestrenge heer/vrouwe
- Burgemeester (Amsterdam, Rotterdam en provinciale hoofdstad): De hoogedelachtbare heer/vrouwe
- Burgemeester (grote stad): De hoogedelgestrenge heer/vrouwe
- Korpschef, (Eerste) Hoofdcommissaris, Commissaris van politie: De hoogedelgestrenge heer/vrouwe
- President van de Nederlandsche Bank: De hoogedelgestrenge heer/vrouwe
- Directeur-generaal: De hoogedelgestrenge heer/vrouwe
- Directeur: De hoogedelgestrenge heer/vrouwe
- Hoofdinspecteur directe belastingen: De hoogedelgestrenge heer/vrouwe
- Hoge ambtenaar (schaal 14 en hoger): De hoogedelgestrenge heer/vrouwe
- Voorzitter van het college van bestuur: De hoogedelgestrenge/edelgrootachtbare heer/vrouwe
- Rector magnificus (indien geen hoogleraar): De edelgrootachtbare heer/vrouwe
- Curator (universiteit): De edelgrootachtbare heer/vrouwe
- Burgemeester (kleine stad): De edelachtbare/weledelgestrenge heer/vrouwe
- Wethouder: De edelachtbare heer/vrouwe
- Gemeenteraadslid: De edelachtbare heer/vrouwe
- Lid van Provinciale Staten: De weledelgestrenge heer/vrouwe
- Consul en vice-consul: De weledelgestrenge heer/vrouwe
- Notaris en kandidaat-notaris: De weledelgestrenge heer/vrouwe
- Advocaat: De weledelgestrenge heer/vrouwe
- Attaché: De weledelgestrenge heer/vrouwe
- Hoofdinspecteur (politie): De weledelgestrenge heer/vrouwe
- Middelhoge ambtenaar (schaal 10 t/m 13): De weledelgestrenge heer/vrouwe
- Rector van een middelbare school: De weledelgestrenge heer/vrouwe
- Curator (gymnasium): De weledelgestrenge heer/vrouwe

### Rechterlijke macht
- Hoge Raad: raadsheer(-commissaris), (plv.) procureur-generaal, (plv.) advocaat-generaal, griffier: De edelhoogachtbare heer/vrouwe
- Voorzitter van de Centrale Raad van Beroep: De hoogedelgestrenge heer/vrouwe
- Voorzitter van het Ambtenarengerecht: De hoogedelgestrenge heer/vrouwe
- Lid van Raad voor de Rechtspraak: De hoogedelgestrenge heer/vrouwe
- Gerechtshof: raadsheer(-commissaris), (hoofd)advocaat-generaal, griffier: De edelgrootachtbare heer/vrouwe
- College van procureurs-generaal: Voorzitter en leden: De edelgrootachtbare heer/vrouwe
- Rechtbank: president, rechter(-commissaris), (hoofd)officier van justitie, griffier: De edelachtbare heer/vrouwe
- Centrale Raad van Beroep: griffier: De weledelgestrenge heer/vrouwe
- Ambtenarengerecht: griffier: De weledelgestrenge heer/vrouwe

## Hoger onderwijs

### Wetenschappelijk onderwijs
(bij meerdere titels: alleen de vorm behorende bij de hoogste titel gebruiken.)
- Hoogleraar (titel: prof.): De hooggeleerde heer/vrouwe. Aanspraak: professor
- Doctor honoris causa (titel: dr.h.c.): De weledelzeergeleerde heer/vrouwe
- Doctor (titel: dr. of PhD): De weledelzeergeleerde heer/vrouwe
- Engineering Doctorate (titel: PDEng of EngD): De weledelgestrenge heer/vrouwe
- Ingenieur (titel: ir. of MSc): De weledelgestrenge heer/vrouwe
- Meester in de rechten (titel: mr., LLM of MA): De weledelgestrenge heer/vrouwe
- Doctorandus (titel: drs., MSc of MA): De weledelgeleerde heer/vrouwe
- Licentiaat (titel in België: lic., MSc of MA): De weledelgeleerde heer/vrouwe
- Arts (titel in België: dr., titel in Nederland: drs.; met achter naam Arts): De weledelgeleerde heer/vrouwe (tenzij gepromoveerd, zie doctor). Aanspraak: dokter (ook indien niet gepromoveerd)
- Apotheker (titel in België: apr.): De weledelgeleerde heer/vrouwe (tenzij gepromoveerd, zie doctor).
- Master of Arts (titel: MA): De weledelgeleerde heer/vrouwe
- Master of Science (titel: MSc): De weledelgeleerde heer/vrouwe
- Master of Science (titel: MSc) (indien ingenieursstudie): De weledelgestrenge heer/vrouwe
- Master of Laws (titel: LLM): De weledelgestrenge heer/vrouwe
- Bachelor of Arts (titel: BA): De heer/mevrouw
- Bachelor of Science (titel: BSc): De heer/mevrouw
- Bachelor of Laws (titel: LLB): De heer/mevrouw
- Baccalaureus (titel: bacc.): De heer/mevrouw, in Twente met B.t.w. achter de naam
- Kandidaat (titel: cand.): De heer/mevrouw

### Hoger beroepsonderwijs en postinitieel onderwijs
- Lector hbo (titel: lec.): De weledelzeergeleerde heer/vrouwe[3]
- Master (titel: M met toevoeging): De weledelgeleerde heer/vrouwe
- Master (titel: M met toevoeging) op gebied van rechten, landbouw, natuurwetenschappen of techniek: De weledelgestrenge heer/vrouwe
- Bachelor (titel: B met toevoeging): De heer/mevrouw
- Ingenieur (titel: ing., BSc, BEng, BBE of BASc): De heer/mevrouw[noot 7]
- Baccalaureus (titel: bc.): De heer/mevrouw
- Associate Degree (graad achter de naam: AD): De heer/mevrouw

## Geestelijkheid

### Rooms-Katholieke Kerk[4][5]
- Paus: Zijne Heiligheid [pauselijke naam]
- Kardinaal: Zijne Eminentie [Voornaam] Kardinaal [Achternaam]
- Aartsbisschop, Bisschop, Nuntius, Pronuntius: Zijne Hoogwaardige Excellentie Monseigneur
- Protonotarius, Ereprelaat van Zijne Heiligheid, Kapelaan van Zijne Heiligheid: De Hoogwaardige Heer Monseigneur
- Prelaat, Vicaris-generaal: De Hoogwaardige Heer Monseigneur
- Abt: De Hoogwaardige Heer Abt
- Bisschoppelijk Vicaris: De hoogeerwaarde heer Bisschoppelijk Vicaris
- Kanunnik, Officiaal, Plebaan, Prior of President Grootseminarie: De hoogeerwaarde heer [Ambt]
- Deken: De hoogeerwaarde heer Deken
- Rector: De zeereerwaarde heer Rector
- Pastoor: De zeereerwaarde heer Pastoor
- Professor aan Grootseminarie: De zeereerwaarde hooggeleerde heer
- Professor aan Kleinseminarie: De weleerwaarde weledel(zeer)geleerde heer
- Kapelaan of Parochievicaris: De weleerwaarde heer Kapelaan
- Aalmoezenier: De weleerwaarde heer Aalmoezenier
- Gardiaan: De weleerwaarde Pater
- Pater: De eerwaarde pater
- Diaken: De eerwaarde heer diaken
- Zuster overste: De eerwaarde moeder
- Zuster: De eerwaarde zuster
- Broeder: De eerwaarde broeder

### Protestantisme
- Predikant met doctorsgraad: De weleerwaarde zeergeleerde heer/vrouwe [Naam]
- Predikant: De weleerwaarde heer/vrouwe [Naam]
- Lid van Synode: De hoogeerwaarde heer
- Geestelijke met doctorsgraad: De weleerwaarde zeergeleerde heer/vrouwe [Ambt]
- Diaken of Ouderling: De eerwaarde heer/vrouwe [Ambt]

### Islam
- Imam: De weleerwaarde heer [Naam]

### Hindoeïsme
- Pandit: De weleerwaarde heer [Naam]

### Humanisme
- humanistisch raadsman/ raadsvrouw: De weleerwaarde raadsheer/ raadsvrouwe [Ambt]
- humanistisch raadsman/ raadsvrouw met doctorsgraad: De weleerwaarde zeergeleerde raadsheer/ raadsvrouwe [Ambt]

### Jodendom
- Opperrabbijn: De weleerwaarde zeergeleerde heer [Naam]
- Rabbijn: De weleerwaarde heer/vrouwe [Naam]

### Vrijmetselarij
- Grootmeester: De Hoogeerwaarde Grootmeester
- Gedeputeerd Grootmeester: De Zeer Verlichte Gedeputeerd Grootmeester
- Grootofficieren: De Zeer Achtbare Grootofficier
- Voorzittend Meester: De Achtbare Meester of (tijdens rituelen in de derde graad) Eerwaarde Meester
- Broeder: De (Waarde) Broeder (broeders die voorheen voorzittend meester geweest zijn blijven nog aangesproken worden met Achtbare in functie van Gedeputeerd Meester, dus Achtbare Broeder)

## Burgerij
- Machinist van trein of schip: “Meester”
- Hoofdwerktuigkundige: “Meester”
- Kok: “Chef”
- Onderwijzer(es) in het basisonderwijs: “Meester/Juf(frouw)” (tegenwoordig vaak met de voornaam)
- Docent in het voortgezet onderwijs of hoger: “Meneer/Mevrouw” (in combinatie met de achternaam)
- Zonder belangrijke functie: De heer/mevrouw; Geachte heer/mevrouw
- Indien het gaat om betere bekenden die men niet tutoyeert: Beste heer/mevrouw of Waarde heer/mevrouw
- Indien het gaat om goede bekenden of intimi: Beste, gevolgd door voornaam
- Zowel in brieven en omzendbrieven als in e-mails wordt soms 'Geachte', 'Beste' of 'Waarde' als aanspreektitel gebruikt, zonder enig ander toevoegsel. In Nederlandse taaladviezen wordt dit afgeraden of zelfs afgewezen.[6][7]
- Oudere familieleden: worden meestal met de familierelatie aangesproken, vaak in een informele vorm: “Papa”, “Mama”, “Opa”, “Oma”. Ooms en tantes zijn in de regel “Oom” of “Tante” met de voornaam. Ook oudere vrienden zijn vaak “Oom” of “Tante”. Sinds de jaren vijftig volstaat men vaak met enkel de voornaam en wordt meestal getutoyeerd.[bron?]
- Kinderen, jongere familieleden, vrienden: de voornaam. Een onbekend kind kan men aanspreken met “Jongeheer”, “Jongeman” of “Jongedame”. Sinds de jaren vijftig wordt meestal getutoyeerd.[bron?]